# BMW GINA Light Vision

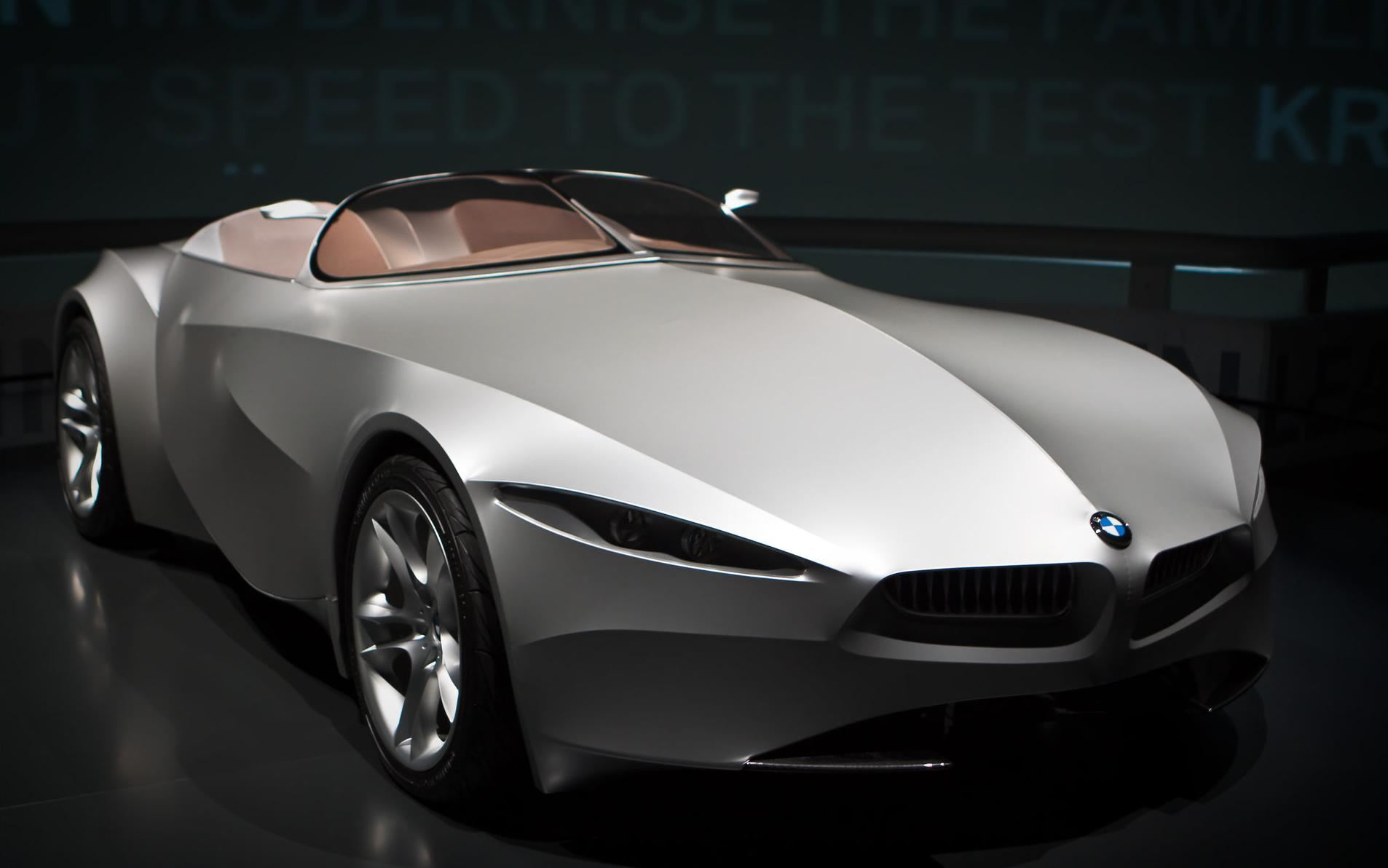
BMW GINA

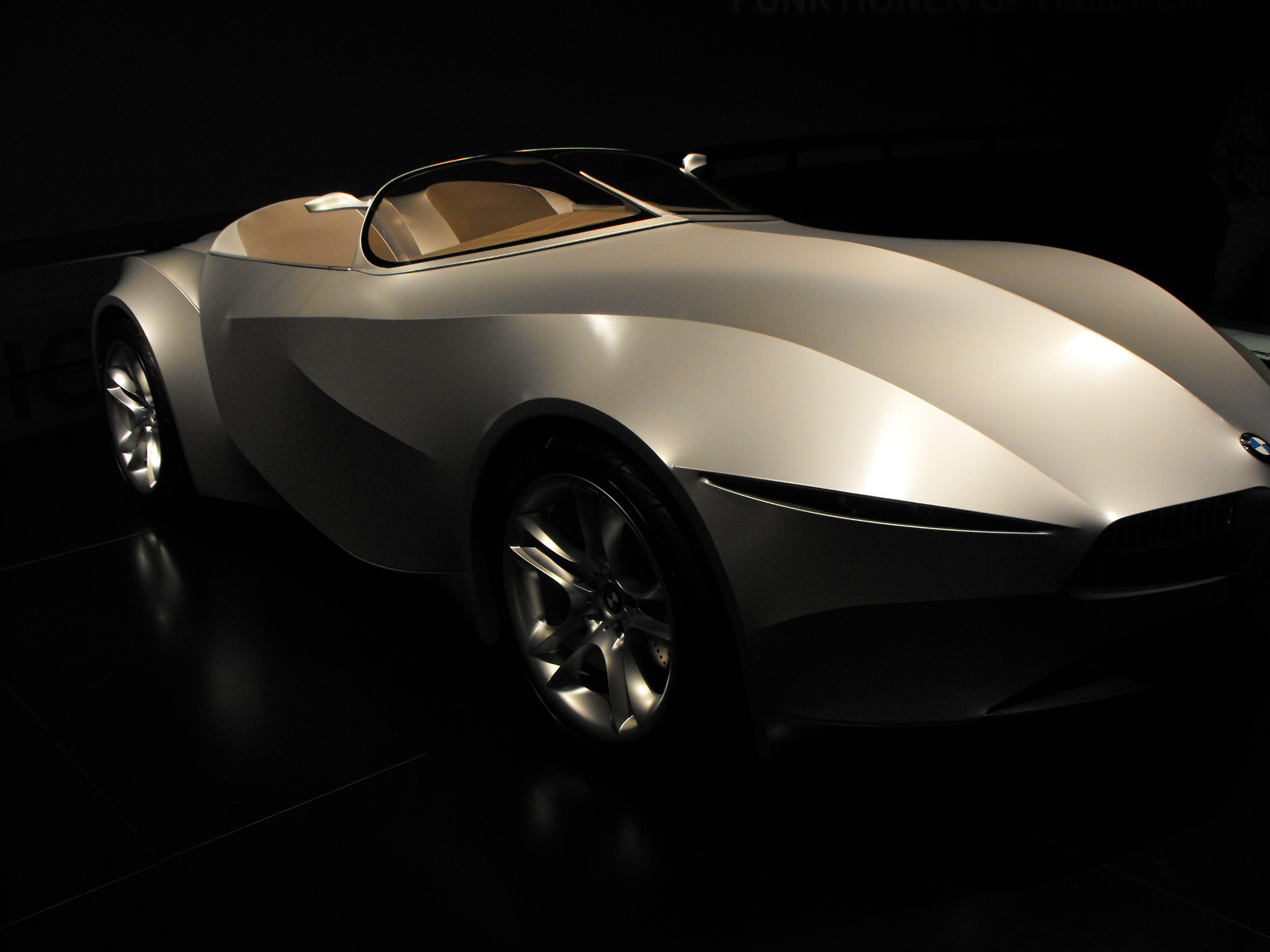
Das Einzelstück BMW GINA mit verengten Scheinwerferöffnungen

Der BMW GINA Light Vision ist ein Konzeptfahrzeug von BMW, dessen Außenhaut aus flexiblem Gewebe besteht. Der Zweisitzer wurde zur Wiedereröffnung des BMW-Museums im Juni 2008 der Öffentlichkeit präsentiert. GINA steht für Geometrie und Funktionen in N-facher Ausprägung.

## Konzept
Durch Dehnbarkeit des Gewebes wie Haut hat dieses Automobil beispielsweise keine Fugen seitlich der Scharniere seiner beiden Türen. Die Oberfläche passt sich der gelenkigen Unterkonstruktion an, die sich ihrerseits dem jeweiligen Bedarf anpasst. Je nach Geschwindigkeit kann ein Spoiler modelliert werden, und zum Einsteigen oder Aussteigen bewegen sich Fahrersitz und Lenkrad auseinander, um mehr Raum zu geben.
Beim Design wirkte Chris Bangle federführend mit.